# Deklinationsachse

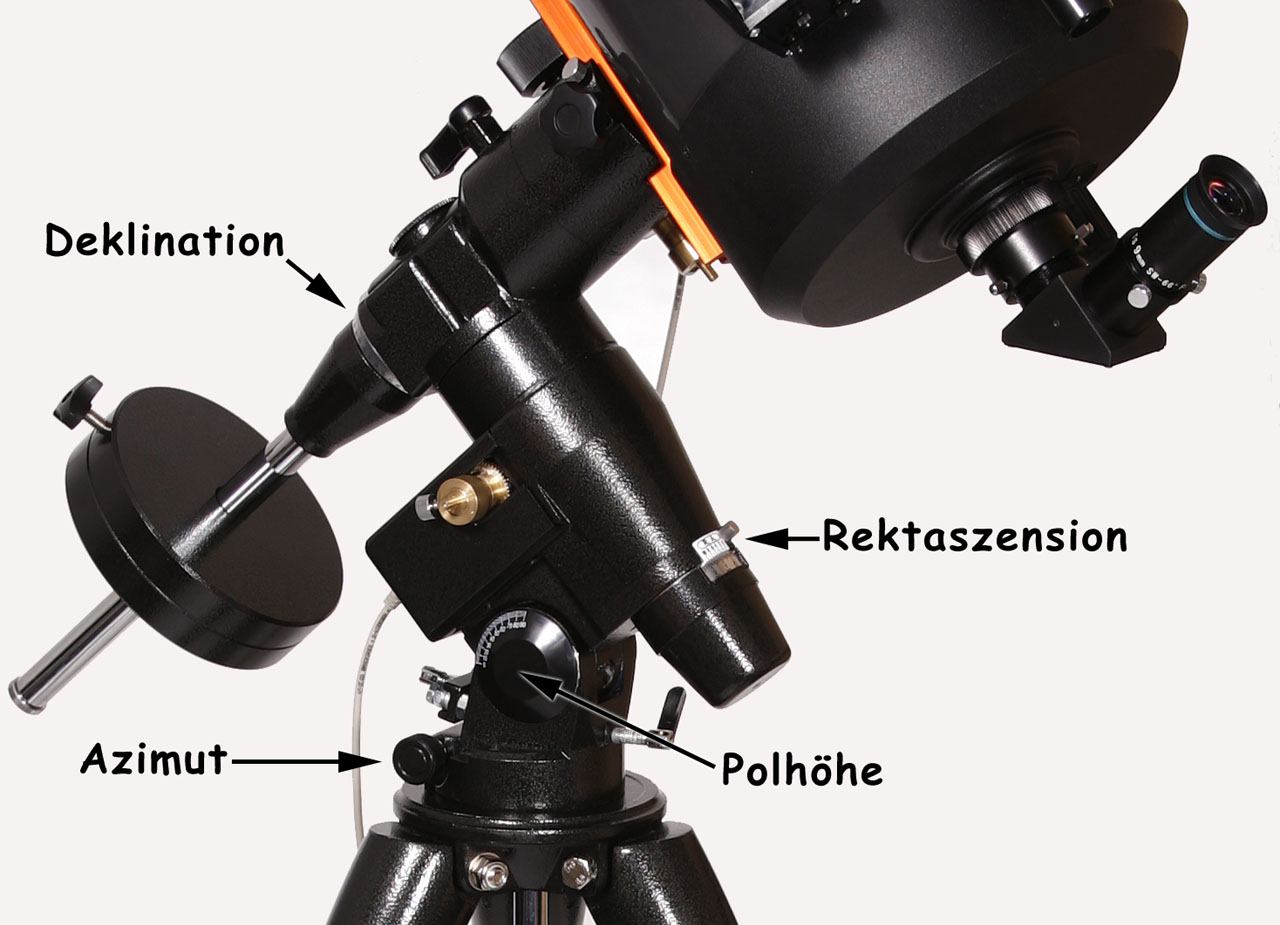
Die Einstellmöglichkeiten an einem Teleskop

Die Deklinationsachse ist ein Begriff aus der Astronomie und bezeichnet einen von vier möglichen Freiheitsgraden eines astronomischen Teleskops. Ein Teleskop hat normalerweise vier Freiheitsgrade: zwei für die Richtung in die es zeigt (Rektaszension und Deklination), und zwei für die Fokussierung (Entfernung und Brennweite). Die Deklinationsachse bezeichnet die Bewegung des Teleskops entlang einer vertikalen Achse, weg vom astronomischen Horizont, nach oben oder unten. Mit diesem Freiheitsgrad kann das Teleskop einen bestimmten Himmelskörper über dem Horizont anvisieren oder seine Blickrichtung verändern, um andere Objekte zu beobachten.